# 33 (album Zenka Kupatasy)
33 – pierwszy solowy album studyjny Sebastiana Grabowskiego występującego pod pseudonimem Zenek Kupatasa wydany 17 marca 2016 przez Universal Music.
Zenek od 1997 był frontmenem zespołu Kabanos, w 2016 postanowił nagrać solowy album, aby „poszerzyć swoje horyzonty i zaproponować słuchaczom coś innego”. Teksty na płycie zostały napisane po polsku, a następnie przetłumaczone na wymyślony przez autora język, który bazuje na języku polskim i hiszpańskim.
Zenek przyznał, że płyta nawiązuje do jego ulubionych seriali: Gry o tron i Breaking Bad.

## Lista utworów
Na podstawie:
1. Valar Morghulis – 04:15
2. Metatron – 07:19
3. Karwa Piarbole – 04:26
4. Pripyat – 04:22
5. Niepodokrawa Boginie – 03:02
6. Moprawa Pieprza Fanata – 05:14
7. Aokigahara – 04:10
8. Los Pollos Hermanos – 04:40
9. Transhumana – 03:51

## Skład
Na podstawie:
- Zenek Kupatasa – gitara, bas, wokal
- Michał „Gruby” Spanier – perkusja